# Памятник Петру I (Воронеж)
О других памятниках Петру I см. список.
Памятник Петру I — бронзовая скульптура на гранитном постаменте, находящаяся в Петровском сквере Воронежа. Памятник был торжественно открыт 30 августа 1860 года. Скульптором памятника был А. Е. Шварц, архитекторами — Д. И. Гримм, который выполнил также рисунок памятника, и А. А. Кюи.
При оккупации Воронежа немецкими войсками во время Великой Отечественной войны скульптура была вывезена на переплавку. По постановлению правительства РСФСР она была восстановлена, и 10 января 1956 года на сохранившемся постаменте памятник был открыт заново. Авторы восстановленного памятника — скульпторы Н. П. Гаврилов и Г. А. Шульц.

## Описание памятника
Памятник Петру I, установленный в Воронеже, стал одним из первых памятников императору в России. До его появления были только такие известные памятники, как Медный всадник (Э. Фальконе), памятник перед Михайловским замком (Б. Растрелли) и скульптура в Кронштадте. Авторы памятника тщательно проработали детали лица и костюма; при работе была использована посмертная маска Петра I.
В своём прошении на имя императора Александра II воронежский губернатор генерал-майор Н. П. Синельников так описывал будущий памятник: «Проект памятника, основанный на исторических фактах, изображает Петра Великого во весь рост, в мундире того времени, опирающегося одной рукой на якорь в память построения в Воронеже флота, а другой указывающего на Азов, покорённый этим флотом». Памятник был выполнен в реалистической манере. Император был изображён в зрелом возрасте в костюме Преображенского полка. Якорь, на который правой рукой опирался Пётр I, называется стоп-анкер. После рассмотрения прошения Александр II засомневался в достоверности изображения обуви Петра I и приказал проверить её на соответствие тому времени.

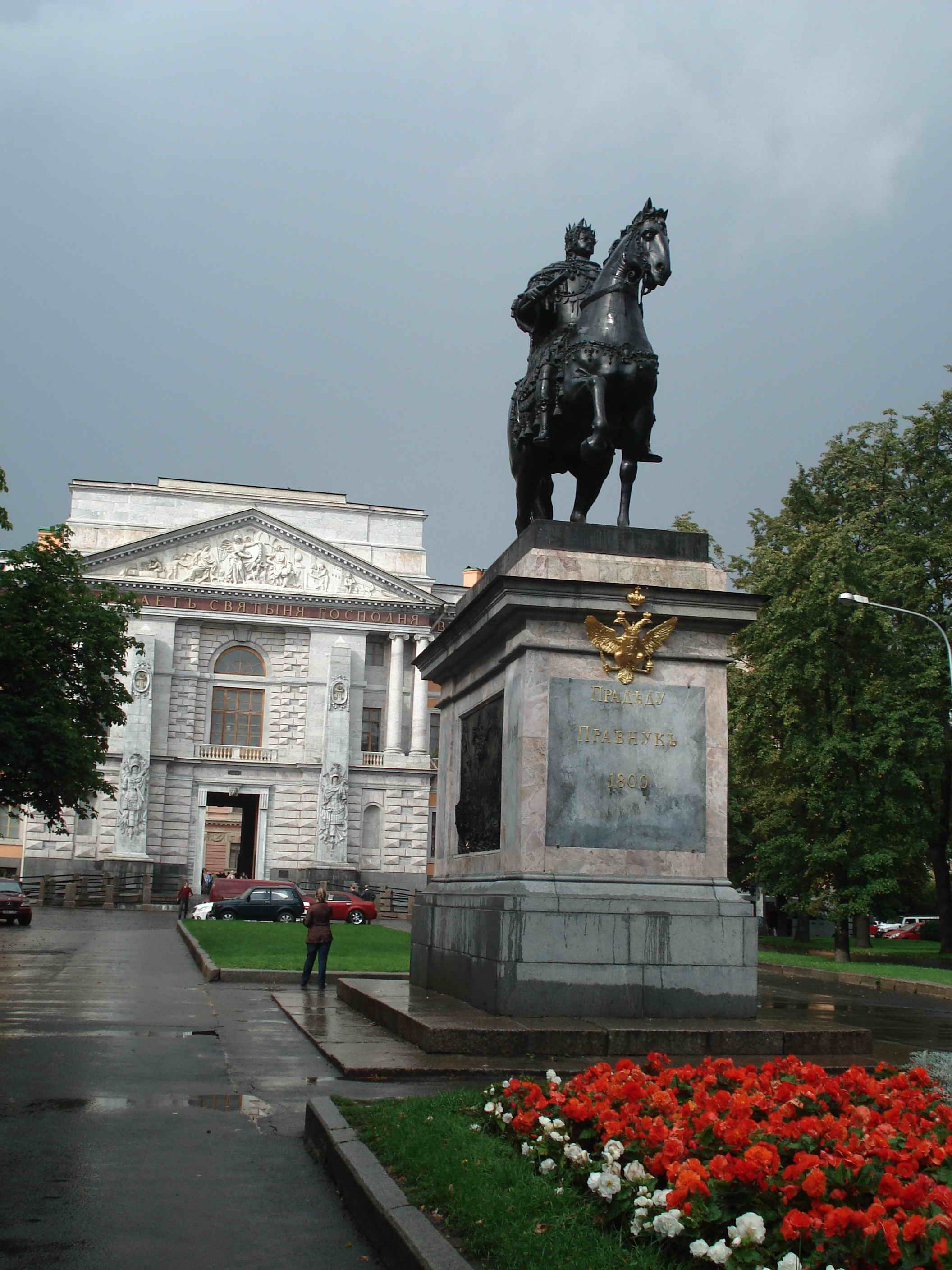
Памятник перед Михайловским замком (Б. Растрелли)
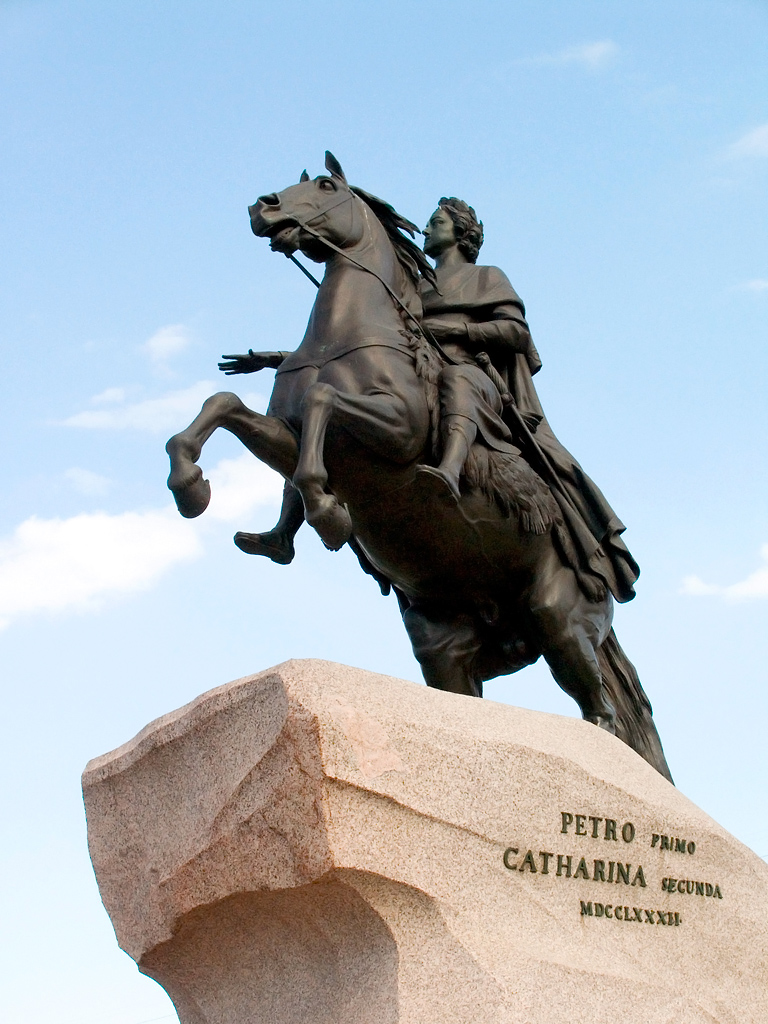
Медный всадник (Э. Фальконе)
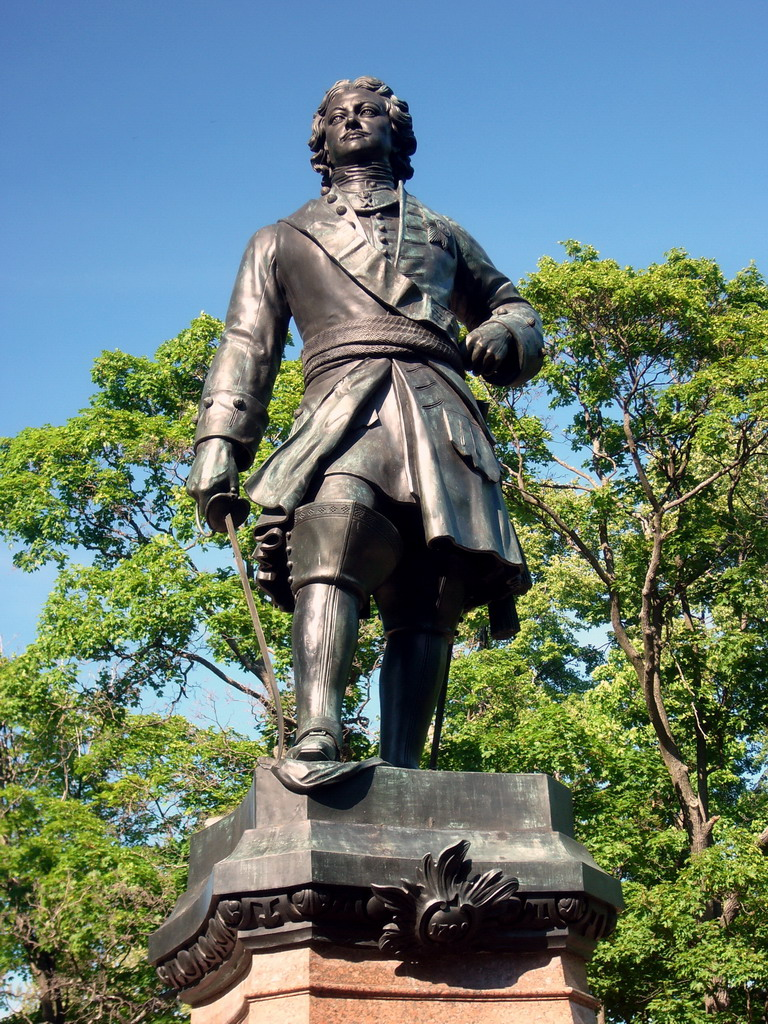
Памятник в Кронштадте
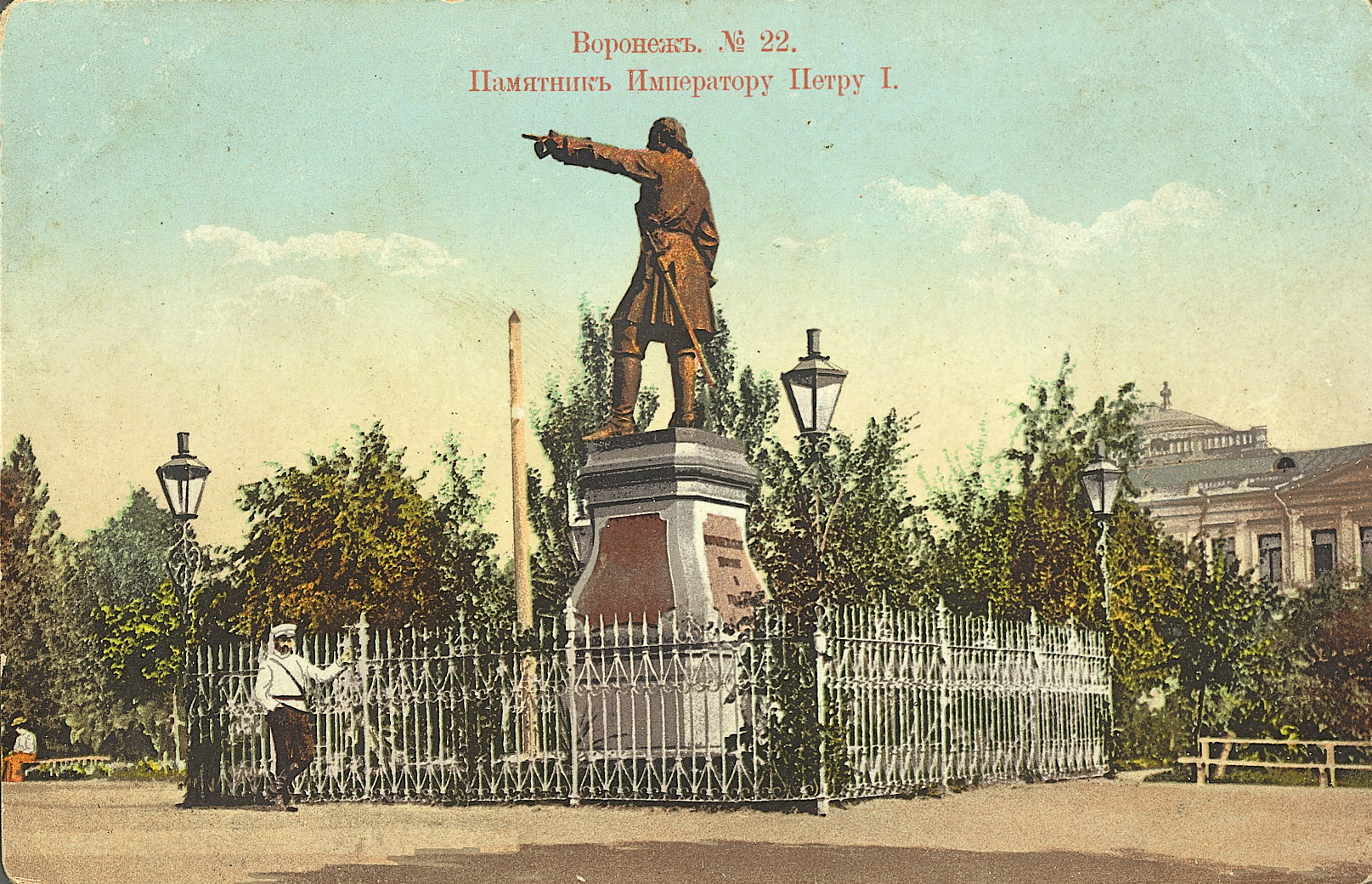
Памятник в Воронеже в конце XIX — начале XX века

На грани постамента, обращённой к главной улице города, были выложены слова из бронзовых букв:

Императору

Петру

Великому

1860
На противоположной грани:

Воронежские

дворяне

и граждане
Воронежский краевед В. И. Кононов обращает внимание на внешнее сходство памятника в Воронеже с памятником шведскому королю Карлу XII в Стокгольме. Не приводя никаких доказательств он предполагает, что скульптор Ю. П. Мулин, автор шведского памятника, знал о существовании воронежской бронзовой скульптуры.
В 1918 году надписи с постамента были сбиты сторонниками революции. От прежнего текста осталось только «Петру».
Во время Великой Отечественной войны бронзовая статуя была вывезена немецкими войсками. Авторизованную реконструкцию на уцелевшем постаменте по немногим сохранившимся фотографиям, открыткам, гравюрам, описаниям памятника, экспонатам музеев и посмертной маске императора провёл скульптор Н. П. Гаврилов.
Новый монумент повторял композицию прежнего, но скульпторами в облик фигуры было внесено два изменения. Во-первых, полы кафтана были подняты так, словно их развевает ветер. Во-вторых, Пётр I изображён в молодом возрасте, в котором он и приезжал в Воронеж, чтобы руководить строительством военно-морского флота.
В 2003 году была проведена реконструкция Петровского сквера, во время которой были восстановлены надписи на постаменте: «Петру Великому 1860 г.» и «Воронежские дворяне и граждане». В отличие от прежнего варианта буквы были нанесены на отдельные железные таблички, которые к 2009 году поржавели. Другим отличием от старого варианта стала буква «г.» после года открытия «1860».
В это же время был снесён находившийся за скульптурой дом (ул. 20-летия ВЛКСМ, 54). Это здание появилось в 1860-е годы через некоторое время после открытия памятника Петру I. Во время Великой Отечественной войны оно не было разрушено. В 1994 году оно было взято под государственную охрану. В 2005—2006 годах на этом месте был построен торговый центр «Петровский пассаж». По мнению воронежского краеведа П. А. Попова новый комплекс подавляет памятник Петру I, уменьшая его в размерах.

## История

### Проект памятника

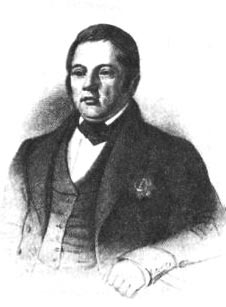
Д. Н. Бегичев (воронежский губернатор, 1830—1836 гг.)

В 1834 году (либо в 1832 году) воронежский губернатор Дмитрий Никитич Бегичев написал прошение императору Николаю I, в котором предложил увековечить в Воронеже память Петра I. Для этого предполагалось выкупить у владельцев остров с цейхгаузом. Комнату, где жил Пётр I, планировалось оформить в стиле того времени, для чего из Москвы специально были доставлены портреты. Остальные помещения хотели переделать для пансионата с лазаретом, в котором смогли бы лечиться один офицер и шесть матросов. В цейхгаузе также должны были соорудить домовую церковь в честь Святителя Митрофана (из Павловска собирались перевезти иконостас его современника). По замыслам, на берегу реки напротив острова появился бы сад для публичного гуляния с обелиском в честь Петра I.
15 мая 1834 года Николай I одобрил предложенный проект, но деньги повелел собрать среди жителей Воронежской губернии. Средства были собраны, но их хватило лишь на то, чтобы выкупить остров и цейхгауз.
Владелец острова, отставной полковник Пётр Якимов, согласился продать его городу за 4 тыс. рублей, а хозяйка цейхгауза, купеческая жена Елизавета Титова — за 10 тыс. рублей. На ремонт здания и укрепление острова было потрачено ещё 50 тыс. рублей.
Для воплощения дальнейших планов нужны были дополнительные средства, которые Николай I из казны выплатить отказался. Поэтому в 1843 году работу по возведению памятника были приостановлены «впредь до имеющейся к тому возможности». Второй этаж цейхгауза был отдан для хранения архивов губернских присутственных мест, а в первом разместили склады Комиссариатской комиссии.
В 1857 году воронежским губернатором был назначен Н. П. Синельников, который тоже стал ходатайствовать о появлении памятника Петру I. В предлагаемом им проекте упоминалась уже бронзовая статуя, которая должна была быть установлена на Петровской площади (ныне здесь находятся Петровский сквер и здание Управления ЮВЖД). 2 октября 1858 года новый проект памятника был утверждён императором Александром II, который недавно вступил на престол. Он выделил из казны 2500 рублей серебром и сделал некоторые замечания. Император велел возвысить и расширить пьедестал, а также проверить то, насколько правильно изображена обувь императора.
Об этом решении Александра II из Санкт-Петербурга в Воронеж сообщил в своём письме Главноуправляющий путями и сообщениями и публичными зданиями генерал-адъютант К. В. Чевкин. Он также обращал внимание на то, что средства выделены «в пособие к суммам, ожидаемым от добровольных в Воронежской губернии пожертвований».
После сбора средств у специально созданного комитета вместе с государственными средствами было 9244 рубля 41,75 копейки. Стоит заметить, что в этой сумме были учтены деньги, которые остались неизрасходованными после сбора в 1834 году.

### Работы над памятником
Работа над памятником началась в 1859 году. Рисунок был выполнен архитектором Д. И. Гриммом, автором скульптуры стал А. Е. Шварц. При работе над памятником была использована посмертная маска Петра I. Авторы тщательно проработали детали лица и костюма. Император был изображён в зрелом возрасте в костюме Преображенского полка. Левой рукой Пётр опирался на якорь, а другой — указывал вперёд.
После поездки воронежского архитектора А. А. Кюи к павловскому карьеру им было принято решение изготовлять постамент памятника из добываемого там гранита, залежи которого были открыты под Павловском естествоиспытателем Н. С. Тарачковским. 21 июля (3 августа) 1859 под руководством инженера-подпоручика Л. С. Мысловского семь гранитных плит были доставлены по реке Дон на Вилковскую пристань, где они были выгружены и перевезены по суше в Воронеж. Каждая плита весила от 150 до 300 пудов. Через месяц был доставлен и гранитный монолит. Для его транспортировки по реке была использована барка, специально построенная крестьянином слободы Воронцовка Шевцовым. Гранитные плиты были отшлифованы жителями села Девицы. Окончательно постамент был создан по рисунку А. А. Кюи. Общая высота памятника составила 3,5 м.
После изготовления статуи «по новому способу, без чеканки» на фабрике Генке, Плеске и Морана в Санкт-Петербурге она была доставлена в Воронеж. Под руководством А. А. Кюи памятник был установлен на Петровской площади. При этом возникла проблема с тем, куда будет «смотреть» император. Согласно утверждённому проекту фигура Петра I должен был указывать правой рукой в сторону Азова, но в этом случае улица Большая Дворянская (ныне проспект Революции) оказалась бы справа от него, что испортило бы композицию памятника. Недоразумение было устранено поворотом скульптуры лицом к главной улице города.
Рядом с памятником были установлены чугунные пушки и якорь XVIII века, которые сначала находились в цейхгаузе, а затем — в пожарной части на Большой Дворянской. Существует версия, что пушки участвовали в Полтавской битве.

### Открытие памятника
Открытие памятника проходило уже при губернаторе графе Дмитрии Николаевиче Толстом согласно «церемониалу торжественного открытия», который он разработал совместно с командующим четвёртым армейским корпусом генерал-лейтенантом бароном К. К. Врангелем. Этот документ был утверждён императором Александром II.
В торжественной церемонии должен был участвовать Азовский полк. Поэтому его командованию был передан приказ о сокращении запланированных на срок с 1 августа по 1 сентября военных учений недалеко от Острогожска, и прибытии в Воронеж к указанной дате.
30 августа 1860 года в 8 часов утра была проведена литургия в Троицком Смоленском кафедральном соборе. После крестного хода от Тихвино-Онуфриевского храма к Петровскому скверу у памятника был отслужен молебен Святителю Митрофану. После этого архиепископ Иосиф (Богословский) окропил святой водой скульптуру, покрытую покрывалом. В окружении торжественно выстроенного Азовского полка под залпы артиллерийских орудий был открыт первый памятник города Воронежа. Выставленный к его пьедесталу почётный караул состоял из ветеранов полка. В. И. Кононов приводит следующую цитату из местной газеты «Воронежская летопись»:

В 10 часов утра участвовавшие в торжестве открытия памятника войска заняли назначенные им места... При пении «Вечная память» вдруг отпали занавесы, закрывавшие памятник, и в то же время войска отдали честь, а артиллерией произведена пальба 101 выстрелом.

В честь такого события в здании Дворянского собрания был дан обед, в котором приняли участие 400 человек. У каждого на столе рядом с приборами лежали список тостов, изображение фигуры Петра I, а также листок с кратким изложением истории создания памятника. Вечером этого дня в театре был дан бесплатно спектакль «Дедушка русского флота».

### История памятника после открытия

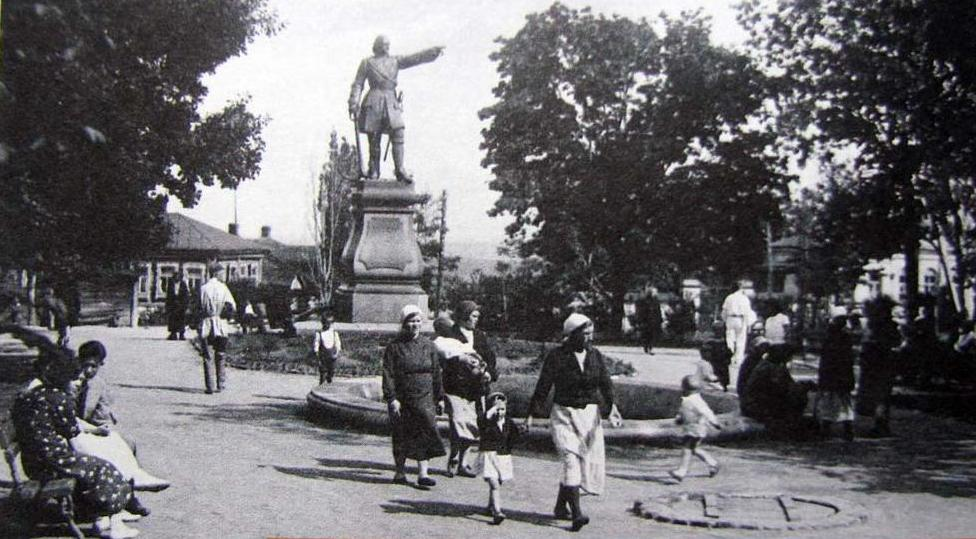
Памятник Петру I (1920-е годы)

В 1918 году надписи с постамента были сбиты сторонниками революции. От прежнего текста осталось только «Петру». В июне 1919 года городские власти хотели снести памятник и заменить его на более современную скульптуру. В архиве сохранилось письмо директора воронежского краеведческого музея, в котором он с такой инициативой обращался к властям. Существует версия, что заместитель председателя губисполкома и заведующий губернским отделом народного образования П. Д. Смирнов смог предотвратить уничтожение этого памятника.
В 1919 году в газете «Воронежская беднота» было опубликовано письмо якобы мастерового железнодорожных мастерских Н. К., в котором он спрашивал: «… Почему не сбросили чучелу Петра Первого, которая до сих пор красуется в сквере?» Редакция ответила: «… Мы должны уметь отрешиться от старых взглядов на предметы искусства. Не уничтожать старые памятники, а использовать их по-новому — вот лозунг освобождённых рабочих масс».
Во время Великой Отечественной войны в 1942—1943 годах правобережная часть Воронежа была оккупирована немецкими войсками. По приказу немецкого командования бронзовые скульптуры Петра I и Ленина были вывезены на переплавку. В Петровском сквере остался стоять только гранитный постамент конца XIX века.
Авторизованную реконструкцию по немногим сохранившимся фотографиям, открыткам, гравюрам, описаниям памятника, экспонатам музеев и посмертной маске императора провели скульпторы Н. П. Гаврилов и Г. А. Шульц. Это был единственный случай в истории СССР, когда по постановлению правительства изготавливался памятник русскому царю. Новый монумент повторял композицию прежнего, но скульпторами в облик фигуры было внесено два изменения. Во-первых, полы кафтаны были подняты так, словно их развевает ветер. Во-вторых, Пётр I изображён в возрасте от 21 до 32 лет, в котором он и посещал Воронеж, чтобы руководить строительством первого русского регулярного военно-морского флота.
В 1947 году была создана рабочая модель памятника высотой 1 м, которая осенью была доставлена в Воронеж, чтобы желающие могли её осмотреть и оценить. После этого была изготовлена гипсовая скульптура высотой 3,20 м, а затем она из бронзы была отлита на Мытищинском заводе художественного литья. Воронежским облисполкомом была утверждена смета расходов в размере 672 тысяч рублей, необходимых для восстановления памятника.
Восстановленный памятник был открыт 10 января 1956 года. Около памятника было размещено 5 корабельных орудий. Торжественный митинг по случаю открытия восстановленного памятника начал председатель горисполкома Совета депутатов трудящихся Бельский, который в своей речи сказал:

Одной из славных страниц истории старинного русского города является пребывание в конце XVII века Петра I и строительство первого русского военного флота. В честь этой исторической даты в 1860 году в Воронеже был сооружён памятник Петру I. Как известно, в 1942 году фашистские захватчики уничтожили этот памятник — один из красивейших в России. Наше Советское правительство решило восстановить памятник и установить его на прежнем месте.

После него выступил начальник Областного управления культуры Тюнин, который, в частности, заявил:

Коммунистическая партия и советский народ чтут память людей, которые отдавали свои силы на благо процветания нашей Родины. С именем Петра I у каждого из нас связано представление о напряжённом труде, о кипучей самоотверженной деятельности и великих преобразованиях, которые поставили Россию на путь экономического и культурного развития, укрепили её мощь. Наш родной Воронеж неразрывно связан с именем Петра.

Далее он процитировал стихи И. С. Никитина из поэмы «Кулак»:

Но вдруг всё жизнью закипело

Вслед железо зазвенело

И падал дуб; он отжил век

И вместо зверя, человек

В пустыне воцарился смело

Проснулись воды, и росли

Гроза Азова, корабли.

Затем Тюнин напомнил, что «гитлеровцы» нанесли огромный ущерб культуре советского народа. При этом «самая гуманная в мире Советская армия» спасла Дрезденскую галерею. Её произведения были «в целости и сохранности» возвращены Германии. В заключение своей речи он произнёс: «Восстановлен и памятник Петру I в Воронеже. Да здравствует Советский народ — народ победитель. Да здравствует коммунистическая партия — вдохновитель и организатор всех наших побед». После этого оркестр заиграл государственный Гимн СССР, и полотнище, укрывающее памятник, упало под аплодисменты присутствующих.

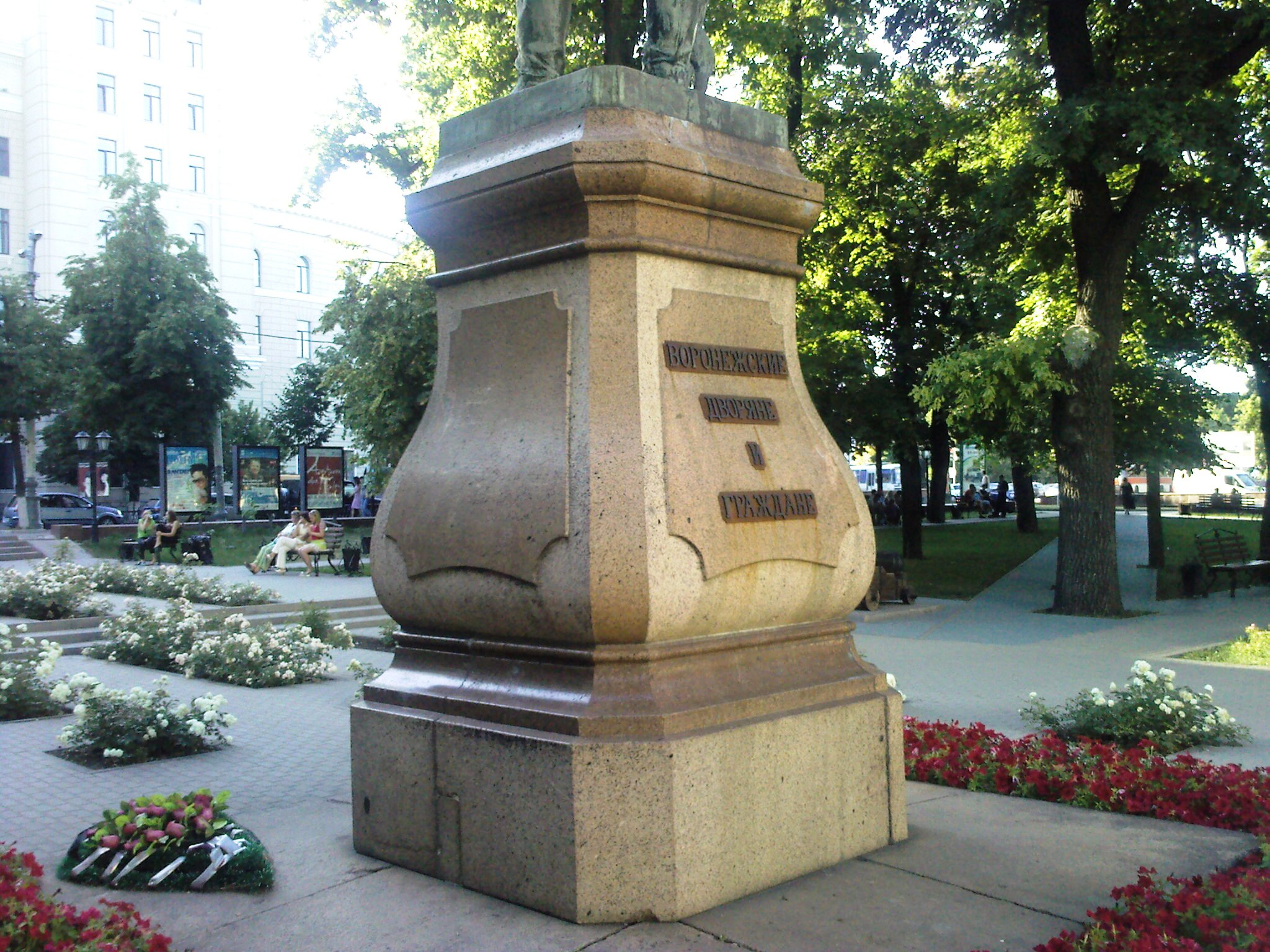
Постамент памятника Петру I

После этого выступил скульптор Н. П. Гаврилов, который сказал:

На мою долю выпала честь воссоздать памятник одному из интереснейших и гениальных людей России. Работая над памятником Петру I, я наткнулся на ряд трудностей. По оставшимся фотоснимкам прежнего памятника восстановить старый образ Петра оказалось почти невозможно. Было принято решение оставить только старую композицию, а всю фигуру и портрет царя создать заново. Неоднократные поездки в Эрмитаж, большая работа по изучению архивов Московского исторического музея, ознакомление с костюмом, обувью и другими личными вещами Петра, в том числе шитыми им самим сапогами в Оружейной палате Кремля — всё это помогло мне в работе. На проект и изготовление ушло четыре года. Портрет переделывался четыре раза, так как возникла идея создать образ целиком связанный с постройкой флота в Воронеже.

После открытия нового памятника на пьедестале хотели поменять надпись. Дополнительно к «Петру I» должны были появиться слова: «Памятник был сооружён в 1860 году. Уничтожен фашистскими захватчиками в 1942 году. Восстановлен по решению Советского правительства в 1956 году», однако в дальнейшем от идеи отказались.
В 2003 году была проведена реконструкция Петровского сквера, во время которой были восстановлены надписи на постаменте: «Петру Великому 1860 г.» и «Воронежские дворяне и граждане». В отличие от прежнего варианта буквы были нанесены на отдельные железные таблички. Другим отличием от старого варианта стала буква «г.» после года открытия «1860».

## Авторы памятника
- А. Е. Шварц — скульптор памятника, установленного в XIX веке. С начала XX века с именем скульптора существовала неопределённость[25][30]. Фамилия скульптора «Шварц» либо писалась без инициалов, либо просто указывались буквы «В. Г.». Воронежский краевед Л. Б. Вейнберг называл его только художником[26][25], а специалист по провинциальной архитектуре Г. И. Лукомский утверждал в 1915 году даже, что автор скульптуры — барон П. К. Клодт[30]. В дальнейшем в путеводителях по Воронежу его фамилию писали с ошибочными инициалами «В. Г.», имея в виду В. Г. Шварца. Воронежский краевед А. Н. Акиньшин смог доказать, что скульптор памятника — Антон Евграфович Шварц[25][30]. Он обратил внимание на то, что в конце 1850-х годов, когда создавался проект памятника, В. Г. Шварц только лишь учился в Академии художеств. Также историк обнаружил, что в «Русском биографическом словаре» именно Антон Евграфович назван скульптором памятника.
- Д. И. Гримм — архитектор памятника. Он выполнил также рисунок памятника XIX века.
- А. А. Кюи — руководитель работами по сооружению памятника[45]. Александр Антонович закончил Императорскую Академию художеств, где учился вместе Антоном Евграфовичем Шварцем[25], будущим скульптуром воронежского памятника Петру I. Он был учеником К. А. Тона. Он принимал участие в строительстве Нового Эрмитажа и зданий для Министерства государственных имуществ. В 1859 году Александр Антонович был назначен городским архитектором, а в 1870 году — губернским.
- Н. П. Гаврилов (12 октября 1898, Москва — 31 августа 1964, там же) — скульптор восстановленного памятника[44][13][45][46]. По воспоминаниям Н. П. Гаврилова о Тургеневской библиотеке, он только в 1917 году окончил реальное училище[47]. Художественное образование Николай Павлович начал получать в московской студии А. П. Хотулева, учился в ВХУТЕМАСе у С. М. Волнухина, С. Т. Конёнкова. С 1937 года принимает участие в художественных выставках. В 1913 году он участвовал в создании в посёлке Клязьма Московской области церкви Спаса Нерукотворного Образа — храма-памятника в честь 300-летия дома Романовых (архитектор В. И. Мотылёв) — Н. П. Гавриловым были начаты росписи по эскизам С. И. Вашкова[48]. Н. П. Гаврилов создал скульптурные портреты Ф. М. Достоевского (1935), Вл. И. Немировича-Данченко (1936), Станиславского (1939) стал автором проектов памятника А. С. Пушкину (1938, 1947) и др.

## Неофициальный символ Воронежа
В июле 2009 года по инициативе городской администрации Воронежа была проведена акция «Выбери символ Воронежа», в которой приняло участие около 80 тысяч человек. Сначала на сайте городской администрации был сформирован список кандидатов на основе предложений жителей города. После этого было проведено голосование. 24,7 % участвующих отдали свои голоса за памятник Петру I, 23,4 % — за памятник Котёнку с улицы Лизюкова, 7,5 % — за памятник Белому Биму (литературному герою повести Г. Н. Троепольского «Белый Бим Чёрное ухо»), 5,4 % — за памятник Славы и 4,7 % — за Адмиралтейскую площадь, на которой находится Успенский Адмиралтейский храм.

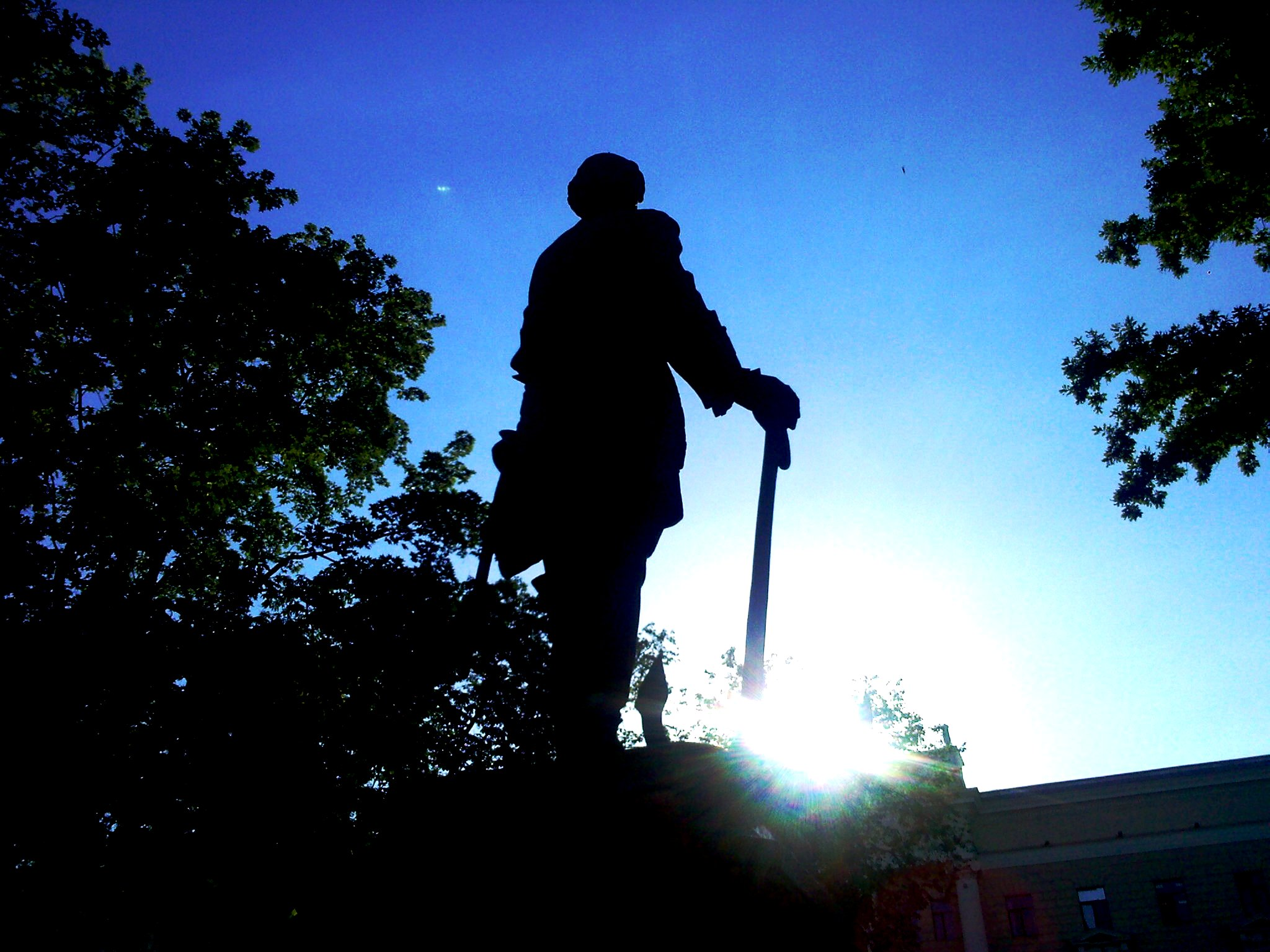
Памятник Петру I (I место)
Памятник Котёнку с улицы Лизюкова (II место)
Памятник Белому Биму (III место)
Памятник Славы (IV место)
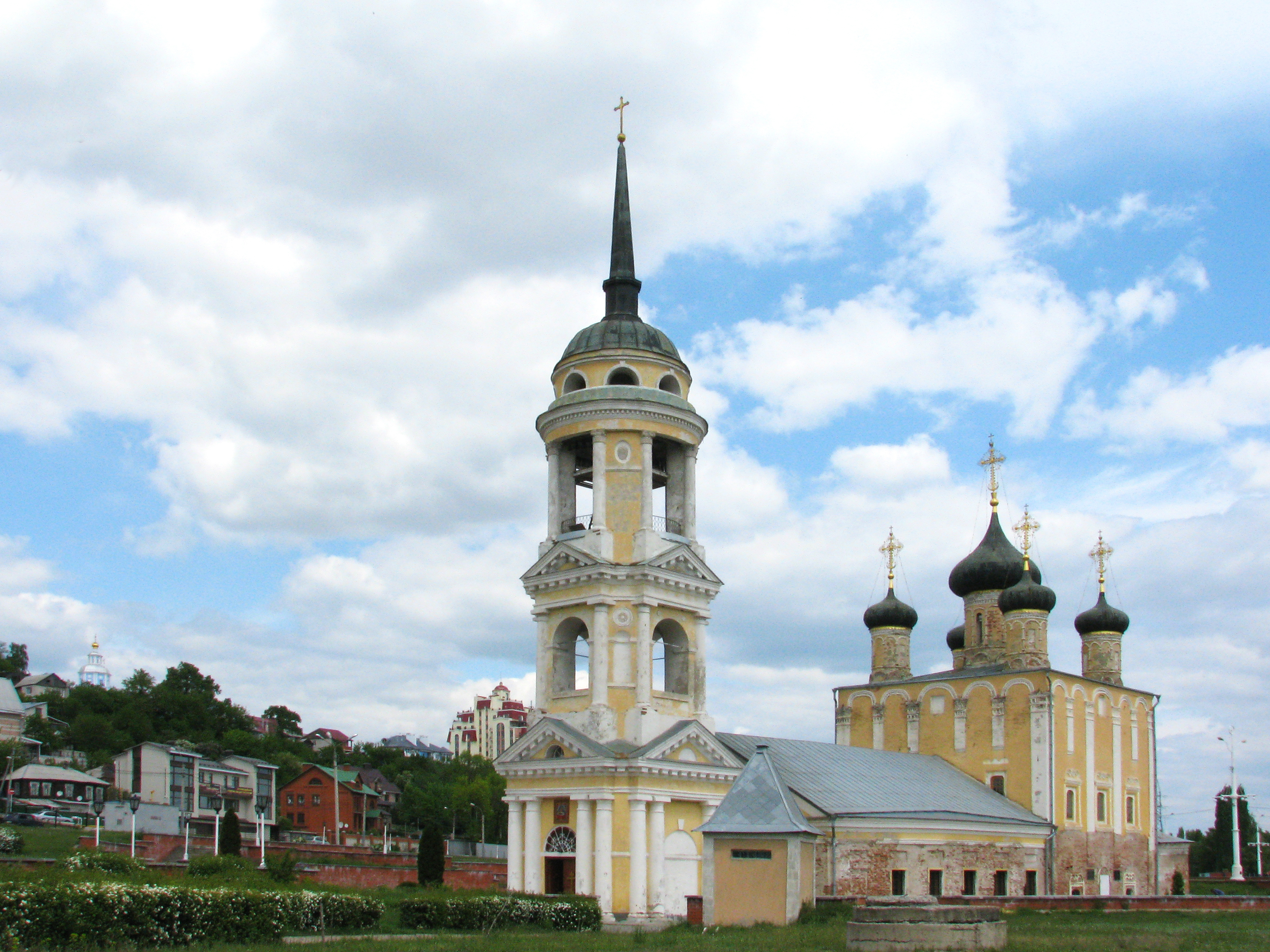
Адмиралтейская площадь (V место)

В августе 2009 года после рассмотрения результатов голосования воронежской Общественной палаты и комиссией по культурному наследию города памятник Петру I был выбран неофициальным символом Воронежа.

## Другие памятники Петру I в Воронеже

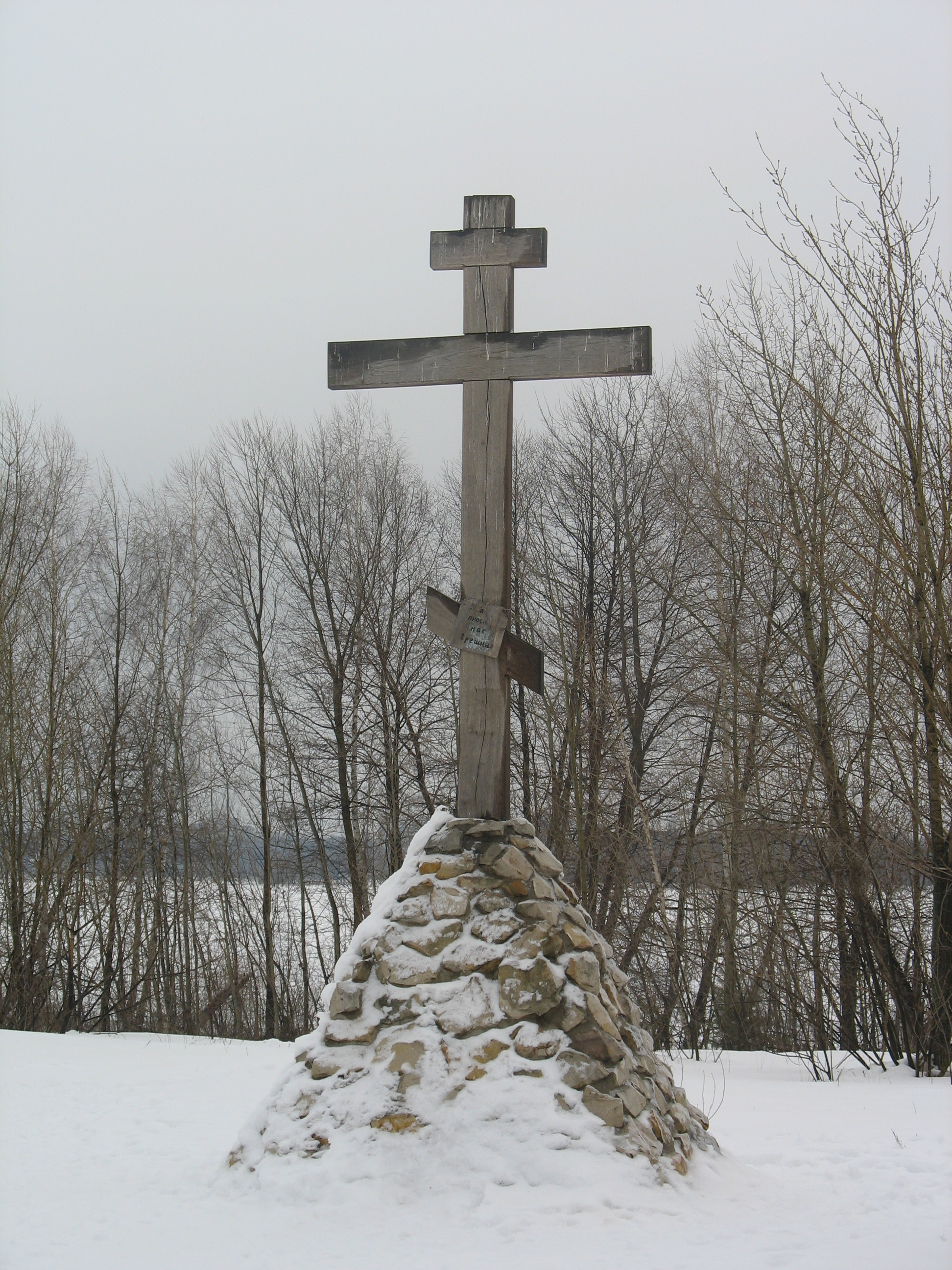
Крест на Петровском острове

- 12 июня 1996 года в честь императора Петра I в 330-й день его рождения на Петровском острове был установлен православный поклонный крест, сделанный из дуба. Участники этого торжественного события перед этим посетили Петровский сквер с памятником Петру I, Покровский кафедральный собор и Адмиралтейскую церковь, в которой был отслужен молебен во славу российского императора[52].
- Другим памятником Петру I можно считать бюст, который хранится в музее Воронежского государственного аграрного университета имени Императора Петра I[5], основанного в 1912 году как сельскохозяйственный институт имени Петра Великого. В 1916 году над его входом был установлен большой бетонный бюст российского императора. Бюст был выбран с модели головы Петра, созданной для известного Медного всадника Марией Колло. В 1930-е годы бюст сбросили, а институт переименовали. В начале XXI века с найденного в земле бюста изготовили гипсовую копию, которую поставили на постаменте в вестибюле университета. Сам же бюст был помещён в университетский музей.
- 25 июля 2024 года на Адмиралтейской площади открыт памятник царю Петру I и первому епископу воронежскому Митрофану.

## В литературе
- В. А. Гиляровским в книге «Мои скитания» описан следующий случай[14]. В 1879 году он вместе с труппой актёров посетил Воронеж, где играл в драматическом театре. Во время ночной прогулки по городу рядом с памятником Петру I Владимир Алексеевич заметил, что рука императора показывает не только на здание интендантства[53], но и в направлении городской тюрьмы. Поэтому Гиляровский оставил на пьедестале мелом надпись (либо продекламировал экспромтом[41]):

Смотрите, русское дворянство,

Пётр Первый и по смерти строг —

Глядит на интендантство,

А пальцем кажет на острог.
- Анна Ахматова, посетившая в Воронеже ссыльного Осипа Мандельштама в 1936 году, жила недалеко от Петровского сквера и видела первоначальный памятник Петру I. Поэтесса упоминает его в своём стихотворении «Воронеж»:

А над Петром воронежским — вороны,

Да тополя, и свод светло-зелёный,

Размытый, мутный, в солнечной пыли,

И Куликовской битвой веют склоны

Могучей, победительной земли.
- В 1996 году был издан юбилейный сборник поэтов, прозаиков и историков-краеведов «Российского флота начало»[54], в котором были опубликованы стихотворения о памятнике Петру I в Воронеже: В. Землянского «Раздумья у пьедестала», В. Г. Гордейчева «Памятник Петру», Н. Белянского «Расправа над памятником» и др.

- В стихотворении В. Г. Гордейчева «Памятник Петру» описана работа в воронежской кузнице, где ковались якоря для первого русского военно-морского флота. Стихотворение заканчивается словами:

Всё было: беды и победы

Но, высшей славой знаменит,

Из всех царей забвенью не дан,

Один в Воронеже стоит.

Ему за труд его пристало

Ожить и в нашем далеке:

Смотреть на город с пьедестала

С тяжёлым якорем в руке.
- В стихотворении Владимира Землянского «Раздумья у пьедестала» приводятся размышления о том, как относятся потомки к деятельности первого российского императора. При этом поэт немного описывает и сам памятник:

… Стоит на пьедестале Пётр Первый

Над старым сквером имени его.

Позеленела бронза вековая.

А он глядит из таинства времён,

Не принимая и не отвергая

Тот новый мир, которым окружён.
- В стихотворении «Расправа над памятником» поэт Николай Белянский рассказывает об уничтожении фашистами бронзовой скульптуры XIX века во время Великой Отечественной войны.

За шею захваченный тросом

Был царь самой смерти страшней,

Пугая фигурою рослой,

Державной осанкой своей.
- Среди легенд о Петре I, которые связаны с воронежским краем, журналист и краевед В. Л. Елецких в книге «Легенды Петровского сквера»[56] поместил рассказ о русском солдате Николае Бачурине, останки которого были найдены при реконструкции Петровского сквера. Памятник императору в этом произведении представлен как символ мирного Воронежа, который защищал Николай, отстреливаясь от фашистов. Рассказ иллюстрирован фотографиями памятника советского и настоящего времени.

## Изображение памятника в печати
Памятник Петру I в Воронеже часто изображают на сувенирах, календариках, открытках и т. д.. В 2009 году он мог бы появиться и на почтовых марках России, на которых должны были быть изображены символы Воронежской области. Для выбора лучшего эскиза проводился конкурс, на который сотрудники воронежского главпочтамта посылали около 50 работ. Среди них были изображения памятника Петру I, Успенской церкви, Адмиралтейской площади и др. В результате были выбраны Дворец Ольденбургских, меловые горы под селом Сторожевое и летящий самолёт Ил-76, символизирующий Воронежский авиационный завод.